# (2830) Greenwich
(2830) Greenwich (1980 GA; 1969 KC; 1978 VZ14) ist ein ungefähr acht Kilometer großer Asteroid des inneren Hauptgürtels, der am 14. April 1980 vom US-amerikanischen Astronomen Edward L. G. Bowell am Lowell-Observatorium, Anderson Mesa Station (Anderson Mesa) in der Nähe von Flagstaff, Arizona (IAU-Code 688) entdeckt wurde. Er gehört zur Phocaea-Familie, einer Gruppe von Asteroiden, die nach (25) Phocaea benannt ist.

## Benennung
(2830) Greenwich wurde nach dem Royal Greenwich Observatory (IAU-Code 000) benannt, anlässlich dessen 100-jährigen Bestehens als Greenwich Mean Time. Die Universität wurde von König Karl II. 1675 zur Festlegung der Geographischen Länge gegründet und war bald eine der weltweit führenden astronomischen Forschungseinrichtungen. Der Nullmeridian befindet sich in Greenwich.